# ادام نیکولسان
ادام نیکلسون (انگلیسی: Adam Nicolson؛ زادهٔ ۱۲ سپتامبر ۱۹۵۷) یک نویسنده اهل بریتانیا است که تاکنون آثاری در حوزه‌ی تاریخ، ادبیات، دریاها و مراتع از خود به جای گذاشته است. 
نیکلسون ده‌ها اثر مکتوب و چندین مستند تلویزیونی و برنامه‌ی رادیویی دارد و جوایز بسیاری دریافت کرده است. با این وجود، هنوز اثری از این نویسنده در ایران ترجمه نشده است.

مشاهده‌ی فهرست کامل آثار آدام نیکلسون